# Hipermaxi
Hipermaxi es una cadena de supermercados de Bolivia fundada en Santa Cruz de la Sierra el 4 de marzo de 1994 por Tomislav Kuljis Füchtner. Inicialmente, se centró en ofrecer una amplia variedad de productos y comodidad a sus clientes en Santa Cruz, pero con el tiempo se expandió a otras ciudades importantes como La Paz, El Alto, Montero y Cochabamba. Hoy en día, Hipermaxi cuenta con 37 supermercados y 37 farmacias en todo el país, además de una plataforma de comercio electrónico. 

## Historia
El primer Hipermaxi fue inaugurado en Santa Cruz de la Sierra por Tomislav Kuljis Füchtner el 4 de marzo de 1994. En 2014, la compañía abrió su sexta filial y anunció la apertura de tres filiales por año.
Según Kuljis, las ventas de Hipermaxi cayeron un 50% en 2020 debido a la pandemia de COVID-19. Su primer caso oficial de COVID-19 se anunció el 4 de abril de 2020.
En 2021, se implementaron la aplicación en línea y los códigos QR. En 2023, Hipermaxi comenzó a vender alimentos de la empresa croata Podravka. En 2024, Hipermaxi lanzó su plataforma de comercio electrónico.
En 2025, Hipermaxi contaba con 37 supermercados y 37 farmacias. También elaboran productos alimenticios, entre ellos salchichas y panetone. Sus filiales están ubicadas en varias ciudades bolivianas, entre ellas El Alto, La Paz, Montero, Sacaba, y Cochabamba, incluyendo una unidad dentro del condominio de lujo Las Terranzas.